# Incendie de Cork

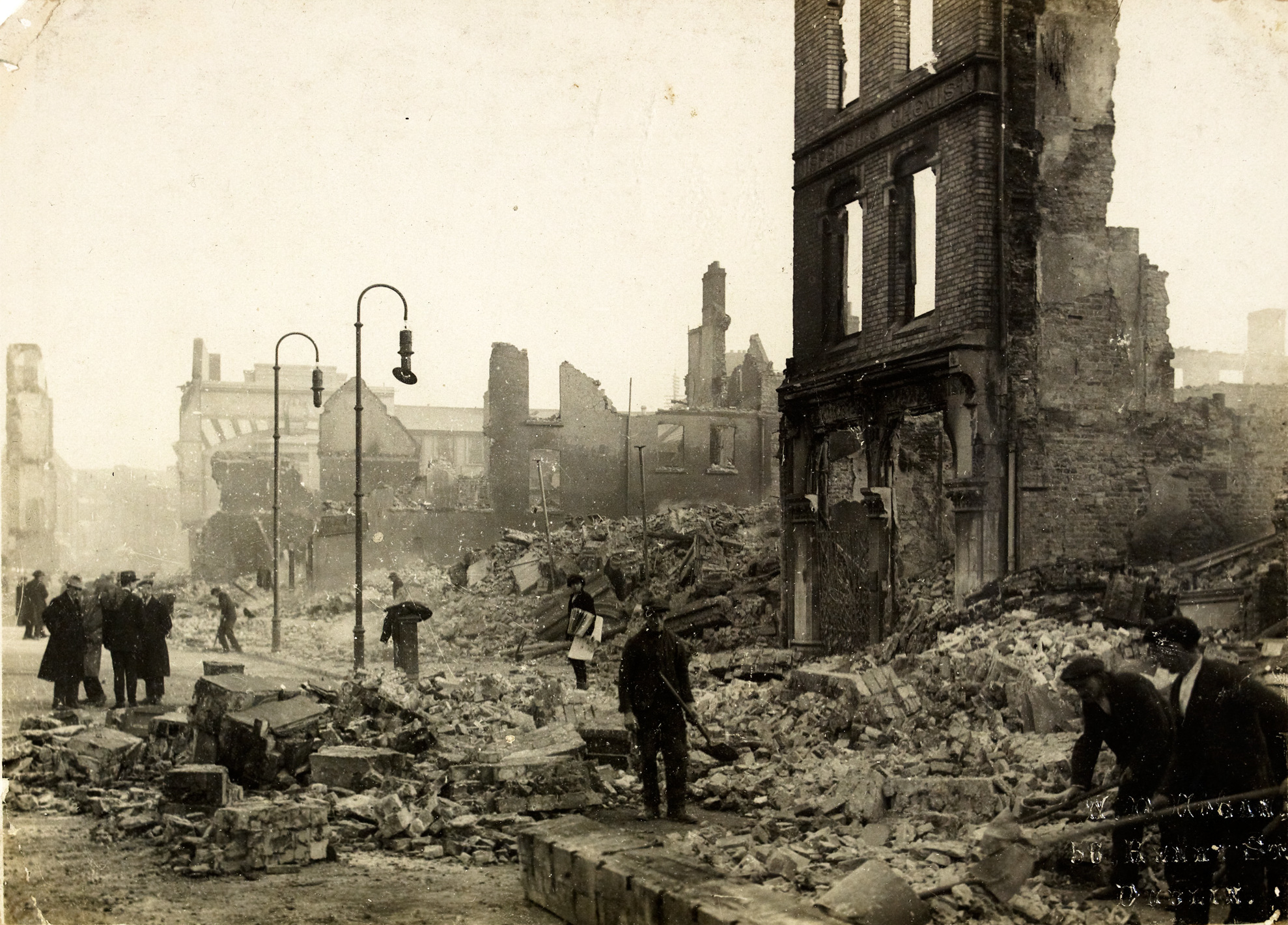
Travailleurs nettoyants la St Patrick's Street de Cork après l'incendie.

 (décembre 2018).
Si vous disposez d'ouvrages ou d'articles de référence ou si vous connaissez des sites web de qualité traitant du thème abordé ici, merci de compléter l'article en donnant les références utiles à sa vérifiabilité et en les liant à la section « Notes et références ».
L'incendie de Cork a eu lieu dans la nuit du 11 au 12 décembre 1920, au cours de la guerre d'indépendance irlandaise. Il est déclenché par les forces britanniques. Il fait suite à une embuscade de l'armée républicaine irlandaise (IRA) contre une patrouille de l'Auxiliary Division dans la ville, blessant 12 membres de celle-ci dont un mortellement. En représailles les Auxies, les Black and Tans et les soldats britanniques pillent et brûlent de nombreux bâtiments du centre-ville. De nombreux civils déclarent avoir été battus, tirés et volés par les forces britanniques. Les pompiers témoignent que les forces britanniques entravent leurs tentatives de s'attaquer aux incendies par l'intimidation, en coupant leurs tuyaux et en leur tirant dessus.
Plus de 40 locaux commerciaux, 300 propriétés résidentielles, l'hôtel de ville et la bibliothèque Carnegie sont détruits par l'incendie. Plus de 3 millions de livres de dégâts (l'équivalent de 172 millions d'euros aujourd'hui) ont été infligés, 2 000 personnes sont sans emploi et beaucoup d'autres deviennent sans abri. Deux volontaires de l'IRA non armés ont été abattus dans le nord de la ville.
Les forces britanniques ont exercé d’autres représailles sur les civils irlandais pendant la guerre, mais l’incendie de Cork a été l’un des plus importants. Le gouvernement britannique a d'abord nié que ses forces avaient déclenché les incendies et a accusé l'IRA. Plus tard, une enquête de l’armée britannique a conclu qu’une compagnie de l'Auxiliary Division était responsable.

## Sources
- (en) Cet article est partiellement ou en totalité issu de l’article de Wikipédia en anglais intitulé « Burning of Cork » (voir la liste des auteurs).